# Condado de Yarmouth
O Condado de Yarmouth é um dos 18 condados da província canadense de Nova Escócia. A população do condado é de cerca de 24,419 habitantes e a área territorial é de 2,125.70 quilômetros quadrados.